# ECDC Memmingen
Der ECDC Memmingen (offiziell: Eisclub Die Coyoten Memmingen Indians e. V.) ist ein Eishockeyverein aus Memmingen, der seit 1999 am Eishockeyspielbetrieb teilnimmt. Er ist der Nachfolgeverein der früheren Memminger Eishockeyvereine SC Memmingen und EHC Memmingen. Die Frauenmannschaft spielt seit 1998 durchgehend in der Fraueneishockey-Bundesliga. Zwischen 2016 und 2024 wurde die Mannschaft fünfmal Deutscher Meister. 2017 und 2023/24 gewannen sie den internationalen EWHL Super Cup.
Die erste Männermannschaft ist derzeit in der drittklassigen Oberliga Süd aktiv. In der Saison 2016/17 wurde der ECDC zum 25-jährigen Vereinsjubiläum erstmals Bayernliga-Meister und feierte den bislang größten Erfolg der Clubgeschichte. Kurz darauf gelang der Oberliga-Aufstieg.
Die Heimspiele des Vereins werden in der Alpha Cooling-Arena am Hühnerberg ausgetragen (Fassungsvermögen: 3650 Plätze).

## Geschichte

### SC Memmingen

Logo des SC Memmingen

Der Schlittschuhclub Memmingen (offiziell: Schlittschuh-Club Memmingen SCM), gegründet am 30. November 1956, tauchte im höherklassigen Eishockey auf, als er aus der Eishockey-Bayernliga in die Regionalliga Süd 1983/84 und 1984/85 in die Oberliga nachrückte. Als der Verein in der im Dezember 1987 fertiggestellten Eissporthalle Memmingen spielen konnte, gelang 1987/88, nach der gewonnenen Meisterschaft in der Südgruppe und der deutschen Regionalliga-Meisterschaft der erneute Aufstieg in die Oberliga Süd.
Mit dem Erreichen der deutschen Oberliga-Meisterschaft und des ersten Platzes bei den Aufstiegsspielen konnte der Verein 1991 in die 2. Bundesliga Süd aufsteigen. Die Spielklasse konnte zwar vom Verein gehalten werden, aber am 31. Dezember 1993 musste er Konkurs anmelden und stellte den Spielbetrieb ein. Das Konkursverfahren wurde 1998 eingestellt, der Verein wurde mangels Mitglieder 2011 aus dem Vereinsregister gelöscht.
| Saisondaten 1978 bis 1994 | Saisondaten 1978 bis 1994 | Saisondaten 1978 bis 1994 | Saisondaten 1978 bis 1994 | Saisondaten 1978 bis 1994 | Saisondaten 1978 bis 1994 | Saisondaten 1978 bis 1994 | Saisondaten 1978 bis 1994 | Saisondaten 1978 bis 1994 |
| Saison                    | Verein                    | Liga                      | Klasse                    | Gruppe                    | Platzierung               | PO                        | PD                        | Endplatzierung            |
| ------------------------- | ------------------------- | ------------------------- | ------------------------- | ------------------------- | ------------------------- | ------------------------- | ------------------------- | ------------------------- |
| 1977/78                   | SC                        | Landesliga                | V I                       | West                      |                           |                           |                           |                           |
| 1978/79                   | SC                        | Landesliga                | V I                       | West                      |                           | X                         |                           | Aufstieg ↑                |
| 1979/80                   | SC                        | Bayernliga                | V                         | –                         |                           |                           |                           | 8. Platz                  |
| 1980/81                   | SC                        | Bayernliga                | V                         | –                         |                           |                           |                           | 9. Platz                  |
| 1981/82                   | SC                        | Bayernliga                | V                         | –                         |                           |                           |                           | 5. Platz                  |
| 1982/83                   | SC                        | Bayernliga                | V                         | –                         |                           |                           |                           | 3. Platz ↑                |
| 1983/84                   | SC                        | Regionalliga              | I V                       | Süd                       | 4. Platz                  | OL                        |                           | 3. Gruppe B ↑             |
| 1984/85                   | SC                        | Oberliga                  | I I I                     | Süd                       | 10. Platz                 |                           | X                         | 3. Gruppe B               |
| 1985/86                   | SC                        | Oberliga                  | I I I                     | Süd                       | 10. Platz                 |                           | X                         | 2. Gruppe B               |
| 1986/87                   | SC                        | Oberliga                  | I I I                     | Süd                       | 10. Platz                 |                           | X                         | 5. Gruppe B ↓             |
| 1987/88                   | SC                        | Regionalliga              | I V                       | Süd                       | Meister                   | OL                        |                           | Meister ↑                 |
| 1988/89                   | SC                        | Oberliga                  | I I I                     | Süd                       | 3. Platz                  | 2. BL                     |                           | 7. Gruppe A               |
| 1989/90                   | SC                        | Oberliga                  | I I I                     | Süd                       | Vizemeister               | 2. BL                     |                           | 4. Gruppe A               |
| 1990/91                   | SC                        | Oberliga                  | I I I                     | Süd                       | Meister                   | 2. BL                     |                           | Meister ↑                 |
| 1991/92                   | SC                        | 2. Bundesliga             | I I                       | Süd                       | 6. Platz                  |                           | X                         | 1. Platz                  |
| 1992/93                   | SC                        | 2. Bundesliga             | I I                       | –                         | 10. Platz                 |                           | X                         | 1. Runde                  |
| 1993/94                   | SC                        | 2. Bundesliga             | I I                       | –                         |                           |                           |                           | Rückzug ↓                 |

Quelle: passionhockey.com, Quelle: rodi-db.de Auf-/Abstieg ↑ ↓

### EHC Memmingen

Logo des EHC Memmingen

Nach dem Konkurs des SC begann im Herbst 1994 der Eishockeyclub Memmingen (offiziell: Eishockeyclub Memmingen e. V., "EHCM"), gegründet am 10. März 1994, den Spielbetrieb in der Bezirksliga Bayern – der untersten Spielklasse – und stieg gleich in die nächsthöhere Spielklasse, die Landesliga Bayern, auf. Das sportliche Ziel, die Eishockey-Bayernliga, wurde zwar knapp verfehlt, jedoch rückte die Mannschaft durch den Verzicht des EV Berchtesgaden doch noch in die Liga nach.
Im Frühjahr 1999 gelang dem EHC in den Qualifikationsplayoffs zur Regionalliga Süd gegen den EHC Klostersee der Aufstieg in die Regionalliga Süd 1999/2000.
Als die Regionalliga Süd zur Saison 2002/03 abgeschafft wurde, rückte der EHC in die Oberliga Süd 2002/03 auf. Die Lizenzerteilung für den Verein wurde noch geschafft, jedoch musste nach Ende der Saison ein Insolvenzantrag gestellt werden. Die Ausgliederung der Oberligamannschaft in eine Wölfe GmbH zur Fortführung des Spielbetriebs scheiterte und der Verein wurde im Sommer 2003 aus dem Bayerischen Landessportverband ausgeschlossen.
Der Verein besteht formell weiter, befindet sich aber seit 2003 in einem Insolvenzverfahren.
| Saisondaten 1994 bis 2003 | Saisondaten 1994 bis 2003 | Saisondaten 1994 bis 2003 | Saisondaten 1994 bis 2003 | Saisondaten 1994 bis 2003 | Saisondaten 1994 bis 2003 | Saisondaten 1994 bis 2003 | Saisondaten 1994 bis 2003 | Saisondaten 1994 bis 2003 | Saisondaten 1994 bis 2003 |
| Saison                    | Verein                    | Liga                      | Klasse                    | Gruppe                    | Platzierung               | PO                        | PD                        | Endplatzierung            | Zuschauer Ø               |
| ------------------------- | ------------------------- | ------------------------- | ------------------------- | ------------------------- | ------------------------- | ------------------------- | ------------------------- | ------------------------- | ------------------------- |
| 1994/95                   | EHC                       | Bezirksliga               | V I                       | West                      | Meister                   | BBzL                      |                           | ↑                         | 628                       |
| 1995/96                   | EHC                       | Landesliga                | V                         | West                      | Meister                   | BLL                       |                           | 3. Platz ↑                | 892                       |
| 1996/97                   | EHC                       | Regionalliga              | I V                       | BYL/West                  | Vizemeister               | BYL                       |                           | 3. Platz                  | 1.323                     |
| 1997/98                   | EHC                       | Regionalliga              | I V                       | BYL/West                  | Meister                   | BYL                       |                           | 5. Platz ↓                | 1.433                     |
| 1998/99                   | EHC                       | Bayernliga                | V                         | West                      | Vizemeister               | BYL                       |                           | Meister ↑                 | 1.321                     |
| 1999/00                   | EHC                       | Regionalliga              | I V                       | Süd                       | 7. Platz                  |                           | X                         | 2. Platz                  | 1.232                     |
| 2000/01                   | EHC                       | Regionalliga              | I V                       | Süd                       | 4. Platz                  | OL                        |                           | 1. Runde                  | 1.150                     |
| 2001/02                   | EHC                       | Regionalliga              | I V                       | Süd                       | 6. Platz                  | RL                        |                           | Viertelfinale ↑           | 1.013                     |
| 2002/03                   | EHC                       | Oberliga                  | I I I                     | S/W                       | 9. Platz                  |                           | X                         | 5. Pl./Insolvenz ↓        | 946                       |

Quelle: passionhockey.com, Quelle: eishockey-online.com Auf-/Abstieg ↑ ↓

### ECDC Memmingen
Der Elite Club Dynamo Chiemsee e. V. wurde am 19. Juli 1992 in Memmingen als Fieselverein (Streethockey) gegründet und spielte sieben Jahre in der 1. und 2. Bundesliga des Deutschen Streethockey-Verbandes. Die Eishockeymannschaft des ECDC Memmingen, die den Beinamen „Indians“ trägt, begann im Herbst 1999 mit dem Spielbetrieb in der Bezirksliga Bayern, der untersten Spielklasse und stieg sofort in die Landesliga Bayern auf. Nach dem Ende des Spielbetriebs des EHC nahm der ECDC die Nachwuchs- und die Damenmannschaft des EHC auf und änderte seinen Namen im August 2003 in Eis Club Die Coyoten e. V., im Juli 2004 dann in die heutige Form Eisclub Die Coyoten Memmingen Indians e. V. Der Verein versuchte in die Eishockey-Bayernliga aufzusteigen, was ihm aber erst im Sommer 2005 als souveräner Meister gelang.
Seine größten Erfolge in dieser Spielklasse hatte der Verein in der Spielzeit 2012/13 als Drittplatzierter sowie 2013/14 als Vizemeister der BEL. 2016/17 sicherten sich die Indians erstmals den Titel des Bayernliga-Meisters und den Aufstieg in die Oberliga. In der Saison 2019/2020 war der ECDC lange Spitzenreiter der Oberliga Süd, ehe noch am letzten Spieltag der Verein vom EV Regensburg überholt wurde. Aufgrund der Corona-Pandemie 2020 fanden keine Play-offs statt.

Meisterschaftsfeier der Frauenmannschaft 2023: Kapitänin Daria Gleißner mit Oberbürgermeister Jan Rothenbacher, Foto: Manuela Frieß, Pressestelle Stadt Memmingen

Beim ECDC Memmingen nehmen neben der Seniorenmannschaft in der Oberliga Süd und der Frauenmannschaft in der DFEL auch diverse Nachwuchsmannschaften in sämtlichen Altersklassen und Ligen teil.
Am 27. August 2024 wurde durch die Staatsanwaltschaft Augsburg bekanntgegeben, dass der ehemalige Funktionär Helge Pramschüfer den Verein um eine mindestens fünfstellige Summe betrogen haben soll. Zuvor war dieser Anfang Juli aus persönlichen Gründen von seinem Amt zurückgetreten.
| Saisondaten ab 1999 | Saisondaten ab 1999 | Saisondaten ab 1999 | Saisondaten ab 1999 | Saisondaten ab 1999 | Saisondaten ab 1999 | Saisondaten ab 1999 | Saisondaten ab 1999 | Saisondaten ab 1999 | Saisondaten ab 1999 |
| Saison              | Verein              | Liga                | Klasse              | Gruppe              | Platzierung         | PO                  | PD                  | Endplatzierung      | Zuschauerschnitt    |
| ------------------- | ------------------- | ------------------- | ------------------- | ------------------- | ------------------- | ------------------- | ------------------- | ------------------- | ------------------- |
| 2024/25             | ECDC                | Oberliga            | I I I               | Süd                 | 4. Platz            | OL                  |                     | Viertelfinale       | (2035)              |
| 2023/24             | ECDC                | Oberliga            | I I I               | Süd                 | 4. Platz            | OL                  |                     | Viertelfinale       | 2.330               |
| 2022/23             | ECDC                | Oberliga            | I I I               | Süd                 | 7. Platz            | OL                  |                     | Achtelfinale        | 1.825               |
| 2021/22             | ECDC                | Oberliga            | I I I               | Süd                 | Vizemeister         | OL                  |                     | Vizemeister         | 1.516               |
| 2020/21             | ECDC                | Oberliga            | I I I               | Süd                 | 9. Platz            | OL                  |                     | Viertelfinale       | –                   |
| 2019/20             | ECDC                | Oberliga            | I I I               | Süd                 | Vizemeister         | OL                  |                     | –                   | 1.882               |
| 2018/19             | ECDC                | Oberliga            | I I I               | Süd                 | 5. Platz            | OL                  |                     | Achtelfinale        | 1.643               |
| 2017/18             | ECDC                | Oberliga            | I I I               | Süd                 | 10. Platz           |                     | OL/BYL              | BEV PO-Meister      | 1.678               |
| 2016/17             | ECDC                | Regionalliga        | I V                 | BYL                 | Bayr. Meister       | OL                  |                     | Halbfinale ↑        | 1.671               |
| 2015/16             | ECDC                | Regionalliga        | I V                 | BYL                 | 5. Platz            | X                   |                     | Viertelfinale       | 1.682               |
| 2014/15             | ECDC                | Regionalliga        | I V                 | BYL                 | 5. Platz            | X                   |                     | 2. Gruppe A         | 1.496               |
| 2013/14             | ECDC                | Regionalliga        | I V                 | BYL                 | 2. Platz            | X                   |                     | Vizemeister         | 1.334               |
| 2012/13             | ECDC                | Regionalliga        | I V                 | BYL                 | 7. Platz            | X                   |                     | 3. Platz            | 1.188               |
| 2011/12             | ECDC                | Regionalliga        | I V                 | BYL                 | 4. Platz            | X                   |                     | 3. Gruppe A         | 1.051               |
| 2010/11             | ECDC                | Regionalliga        | I V                 | BYL                 | 10. Platz           |                     | X                   | 2. Gruppe B         | 973                 |
| 2009/10             | ECDC                | Regionalliga        | I V                 | BYL                 | 13. Platz           |                     | X                   | 2. Gruppe A         | 1.061               |
| 2008/09             | ECDC                | Regionalliga        | I V                 | BYL                 | 8. Platz            | X                   |                     | 3. Gruppe A         | 1.034               |
| 2007/08             | ECDC                | Regionalliga        | I V                 | BYL                 | Vizemeister         | X                   |                     | Viertelfinale       | 1.156               |
| 2006/07             | ECDC                | Regionalliga        | I V                 | BYL                 | 10. Platz           |                     | X                   | 1. Runde            | 781                 |
| 2005/06             | ECDC                | Regionalliga        | I V                 | BYL                 | 4. Platz            | X                   |                     | Viertelfinale       | 892                 |
| 2004/05             | ECDC                | Landesliga          | V                   | West                | Meister             | BLL                 |                     | Meister ↑           | –                   |
| 2003/04             | ECDC                | Landesliga          | V                   | West                | 3. Platz            | BLL                 |                     | 2. Gruppe 3         | –                   |
| 2002/03             | ECDC                | Landesliga          | V                   | West                | 3. Platz            | BLL                 |                     | 7. Süd/West         | –                   |
| 2001/02             | ECDC                | Landesliga          | V I                 | West                | 3. Platz            | BLL                 |                     | 7. Süd/West         | –                   |
| 2000/01             | ECDC                | Landesliga          | V I                 | West                | Vizemeister         | BLL                 |                     | 3. Platz S/W        | –                   |
| 1999/00             | ECDC                | Bezirksliga         | V I I               | West                | Meister             | BBzL                |                     | ↑                   | –                   |

Quelle: hockeyarchives.info, Quelle: eishockey-online.com Auf-/Abstieg ↑ ↓

### Erfolge
| - Aufstieg in die 2. Bundesliga 1991 - Deutscher Oberliga-Vizemeister 2022 - Deutscher Oberliga-Meister 1991 - Süddeutscher Meister 1991 - Vizemeister Oberliga Süd 1990, 2020, 2022 - Aufstieg in die Oberliga 1984, 1988, 2002, 2017 - BEV-Play-off-Meister (OL/RL) 2018 | - Deutscher Regionalliga-Meister 1988 - Aufstieg in die Regionalliga 1983, 1999 - Aufstieg in die Regionalliga (BYL) 1996, 2005 - Bayerischer Meister (4. Liga) 2017 - Bayerischer Vizemeister (4. Liga) 2014 - Bayerischer Eishockey-Meister 1999 - Westbayerischer Meister 1998 | - Westbayerischer Vizemeister 1997 1999 - Aufstieg in die Bayernliga 1979 - Bayernkrug Pokalsieger 2005 - Bayerischer Landesliga-Meister 2005 - Bayerischer Landesliga-Meister West 1996, 2005 - Bayerischer Landesliga-Vizemeister West 2001 - Meister Bayerische-Bezirksliga West 1995, 2000 |  |

### SG HC Maustadt/ECDC Memmingen 1b
Seit der Saison 2011/12 bilden der HC Maustadt und der ECDC Memmingen 1b eine Spielgemeinschaft in der Bayerischen Bezirksliga. Gemeinsame Erfolge: 2012 die Bayerische Bezirksliga-Meisterschaft und 2012, 2013, 2018 die Meisterschaft in der Bayerischen-Bezirksliga Gruppe IV.

## Fraueneishockey

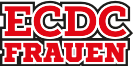
Alternatives Logo seit 2018

Feier anlässlich der Gewinne der Deutschen Meisterschaft und des EWHL Euro Cups (2024), Foto: V. Weyrauch, Pressestelle Stadt Memmingen

Nachdem sich der Verein in den 1990er Jahren mehrmals aus der Bundesliga in die Bayernliga zurückziehen musste, gelang es in den 2000ern, sich in der Liga ernsthaft festzusetzen. Nach stetig besseren Platzierungen, konnte in den Saisons 2011/12, 2012/13 und 2014/15 der Vizemeistertitel errungen werden. Nach insgesamt vier Silbermedaillen beim DEB-Pokal der Frauen wurde 2013 nach einem Sieg gegen den Meister ESC Planegg zum ersten Mal der Pokalsieg errungen. Im März 2016 gewann die Frauenmannschaft des ECDC das erste Mal die deutsche Meisterschaft und eine Woche später erneut den DEB-Pokal. 2018, 2019 sowie von 2023 bis 2025 gewann die Mannschaft erneut die Meisterschaft.
Seit 2012 nimmt Memmingen am EWHL Euro Cup teil. 2017 und 2023 gewann der Club den Wettbewerb.
Erfolge
- Deutscher Meister 2016, 2018, 2019, 2023, 2024, 2025
- DEB-Pokalsieger der Frauen 2013, 2016, 2017, 2018
- EWHL Euro/Super Cup 2017, 2023

| SC Memmingen |                   |                            |
| Saison       | Liga              | Platzierung                |
| 1989/90      | Landesliga Bayern | 5. Platz                   |
| 1990/91      | Landesliga Bayern | 2. Platz (Aufstieg → EHCM) |
| 1991/92      | Bayernliga        | 3. Platz                   |
| 1992/93      | Bayernliga        | 5. Platz                   |
| 1993/94      | Bayernliga        | 5. Platz                   |

| EHC Memmingen |                |                                                   |
| Saison        | Liga           | Platzierung                                       |
| 1991/92       | Bundesliga Süd | Süd: 4. Platz                                     |
| 1992/93       | Bundesliga Süd | Süd: 6. Platz                                     |
| 1993/94       | Bundesliga Süd | Süd: 8. Platz                                     |
| 1994/95       | Bundesliga Süd | Süd: 9. Platz (Abstieg)                           |
| 1995/96       | Bayernliga     | Bayern: 1. Platz; (Aufstieg)                      |
| 1996/97       | Bundesliga Süd | Süd: 7. Platz (Rückzug)                           |
| 1997/98       | Bayernliga     | Bayern: 1. Platz; Relegation: 3. Platz (Aufstieg) |
| 1998/99       | Bundesliga Süd | Süd: 5. Platz                                     |
| 1999/2000     | Bundesliga Süd | Süd: 6. Platz                                     |
| 2000/01       | Bundesliga Süd | Süd: 5. Platz                                     |
| 2001/02       | Bundesliga Süd | Süd: 5. Platz                                     |
| 2002/03       | Bundesliga Süd | Süd: 4. Platz                                     |

| ECDC Memmingen Indians |                |                                   |         |                |                   |
| Saison                 | Liga           | Platzierung                       | Saison  | international  | Platzierung       |
| 2003/04                | Bundesliga Süd | Süd: 5. Platz                     |         |                |                   |
| 2004/05                | Bundesliga Süd | Süd: 3. Platz, Endrunde: 5. Platz |         |                |                   |
| 2005/06                | Bundesliga Süd | Süd: 4. Platz                     |         |                |                   |
| 2006/07                | Bundesliga     | 7. Platz                          |         |                |                   |
| 2007/08                | Bundesliga     | 6. Platz                          |         |                |                   |
| 2008/09                | Bundesliga     | 5. Platz                          |         |                |                   |
| 2009/10                | Bundesliga     | 5. Platz                          |         |                |                   |
| 2010/11                | Bundesliga     | 4. Platz                          |         |                |                   |
| 2011/12                | Bundesliga     | Vizemeister                       |         |                |                   |
| 2012/13                | Bundesliga     | Vizemeister                       | 2012/13 | EWHL Super Cup | 4. Platz          |
| 2013/14                | Bundesliga     | 3. Platz                          | 2013    | EWHL Super Cup | 2. Platz          |
| 2014/15                | Bundesliga     | Vizemeister                       | 2014/15 | EWHL Super Cup | 6. Platz          |
| 2015/16                | Bundesliga     | Meister                           | 2015    | EWHL Super Cup | Gruppenphase (1.) |
| 2016/17                | Bundesliga     | 3. Platz                          | 2016/17 | EWHL Super Cup | Sieger            |
| 2017/18                | Bundesliga     | Meister                           | 2017/18 | EWHL Super Cup | 2. Platz          |
| 2018/19                | Bundesliga     | Meister                           | 2018/19 | EWHL Super Cup | 2. Platz          |
| 2019/20                | Bundesliga     | Finale (C)                        | 2019    | EWHL Super Cup | Hauptrunde (2.)   |
| 2020/21                | Bundesliga     | 4. Platz                          | 2020/21 | EWHL Super Cup | abgebrochen       |
| 2021/22                | Bundesliga     | Vizemeister                       | 2021/22 | EWHL Super Cup | Gruppenphase (3.) |
| 2022/23                | Bundesliga     | Meister                           | 2022/23 | EWHL Super Cup | 3. Platz          |
| 2023/24                | Bundesliga     | Meister                           | 2023    | EWHL Super Cup | Sieger            |
| 2024/25                | DFEL           | Meister                           | 2024    | EWHL Euro Cup  | 2. Platz          |

## Nachwuchs
Maßgeblich verantwortlich für die Nachwuchsarbeit der Memminger war von 2015 bis 2019 Ex-Nationalspieler Jan Benda, ehe er nach zu den Ravensburg Towerstars wechselte. Heute ist der von 2000 bis 2014 beim ECDC spielende Andres Börner Trainer des Nachwuchses. Das Trainerteam komplettieren diverse Spieler, Ex-Spieler und weitere ehrenamtliche Nachwuchstrainer, die bei den Indians beschäftigt sind.
Zur Saison 2014/15 gingen ca. 220 Kinder (inkl. Eishockeyschule) beim ECDC Memmingen ihrem Hobby nach und laufen in sieben gemeldeten Nachwuchsklassen für die Indians auf. Diese teilen sich auf Junioren (Landesliga), Jugend (Bayernliga), Schüler (Bayernliga), Knaben (Meldeklasse B), Kleinschüler (Meldeklasse B), Kleinstschüler (Meldeklasse A) und Kleinstschüler-U8 auf.
Zusätzlich besteht für Kinder, die noch zu jung sind um am Spielbetrieb teilzunehmen, das Angebot einer Eishockeyschule, welches sehr gut angenommen wird.

## Stadion und Fans

### Spielstätte
Vor der heutigen Spielstätte wurde im Winter auf Natureis auf dem Westertorplatz an der Stadtmauer gespielt. Die Eissporthalle Memmingen am Hühnerberg wurde am 17. Februar 1963 als offenes Natureis-Stadion eröffnet und am 28. Dezember 1969 durch ein Kunsteis-Stadion ersetzt, ehe am 4. Dezember 1987 das Eisstadion eingeweiht wurde (das erste Spiel fand bereits am 20. November 1987 statt). Zum Komplex zählt neben der überdachten Eisfläche in den Standardmaßen 30 × 60 m noch eine nicht überdachte Fläche mit 30 × 30 m, die durch zwei weitere vier Meter breite Eisbahnen miteinander zu einer großen Eisbahn verbunden werden können. Das Fassungsvermögen des Stadions beträgt mittlerweile 3650 Plätze, von denen rund 1000 Sitzplätze sind. Seit der Saison 2024/25 trägt die Halle den Sponsorennamen Alpha Cooling-Arena am Hühnerberg.

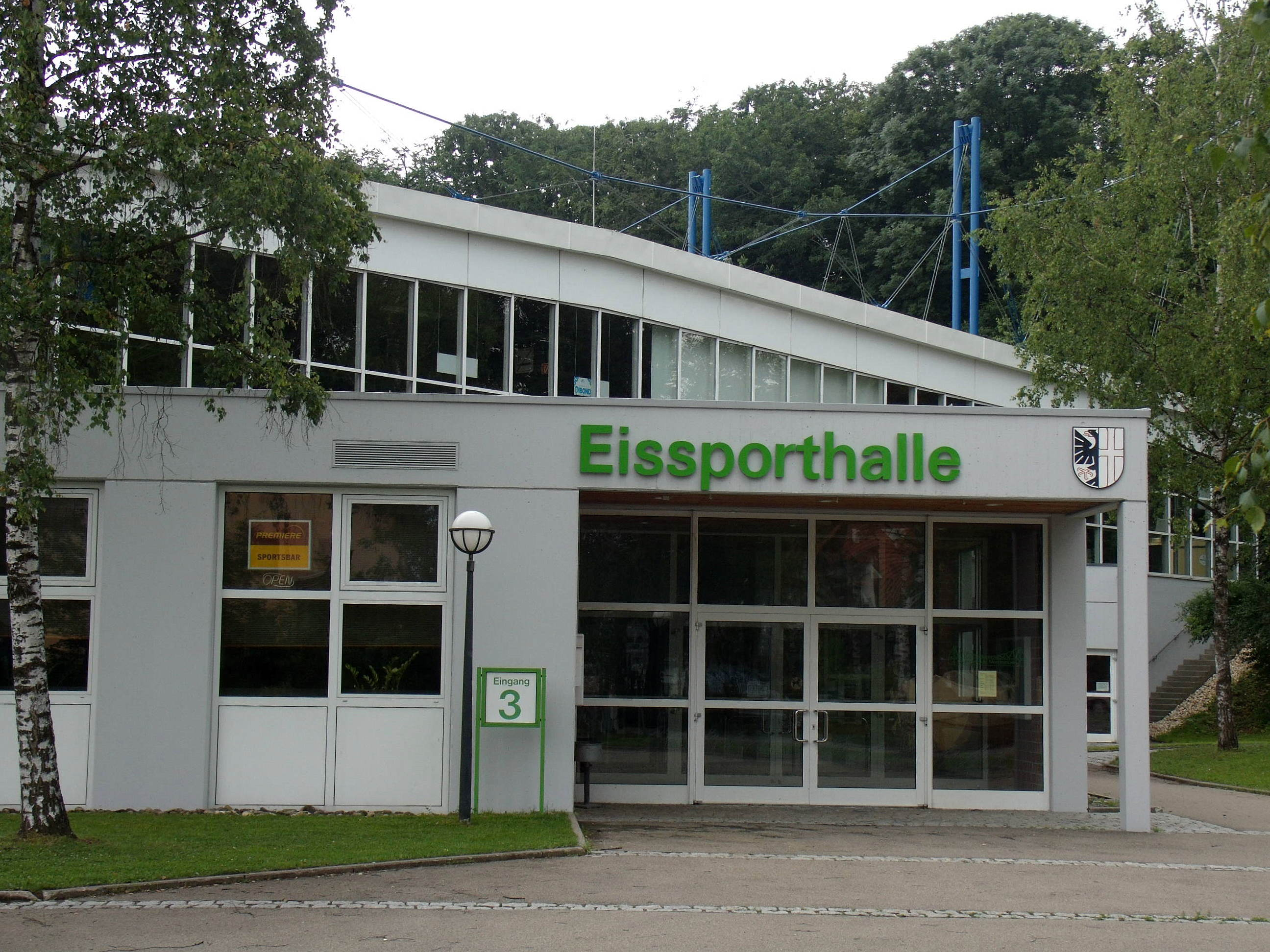
Außenansicht 2011
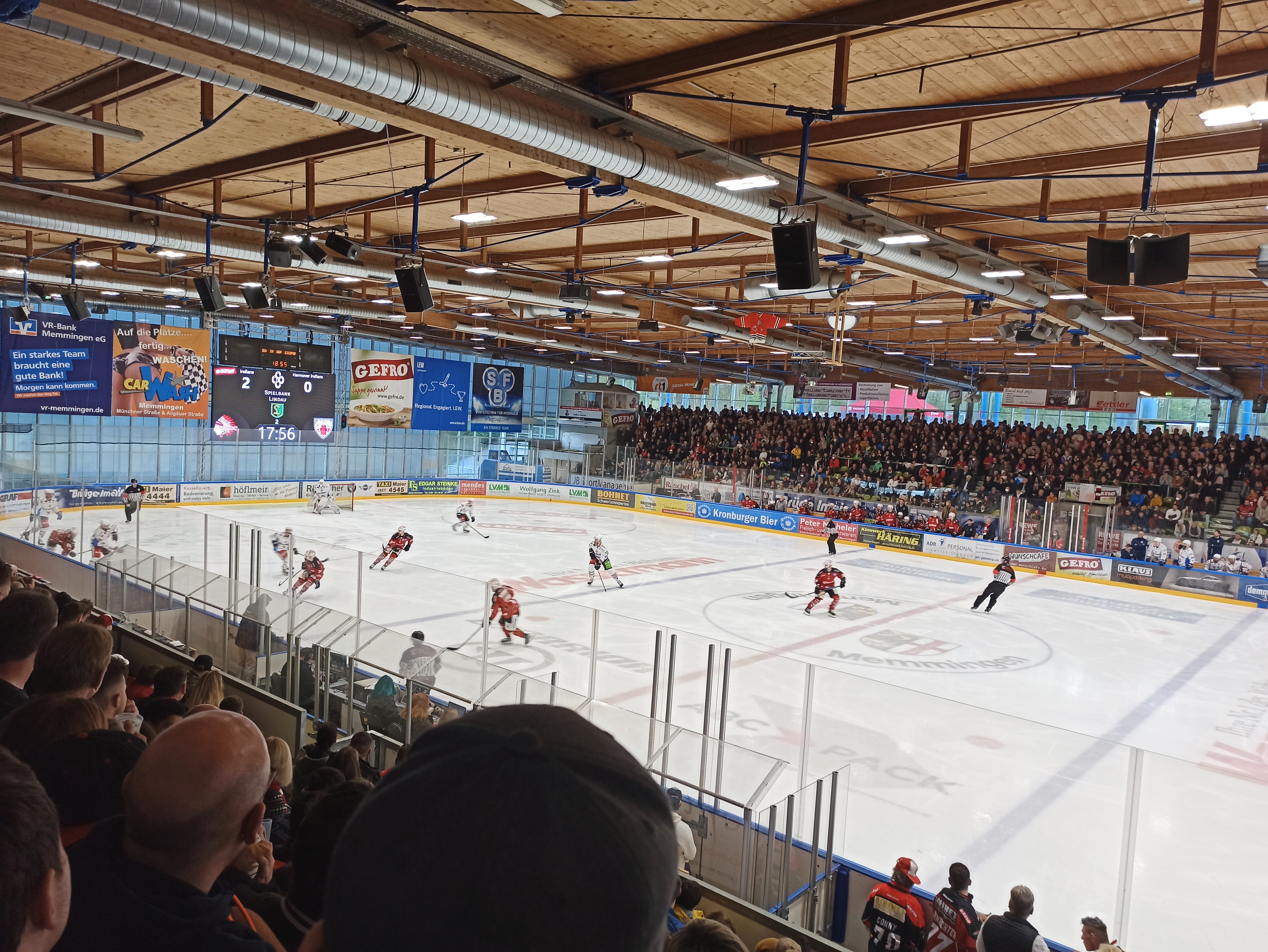
Playoff-Spiel 2022
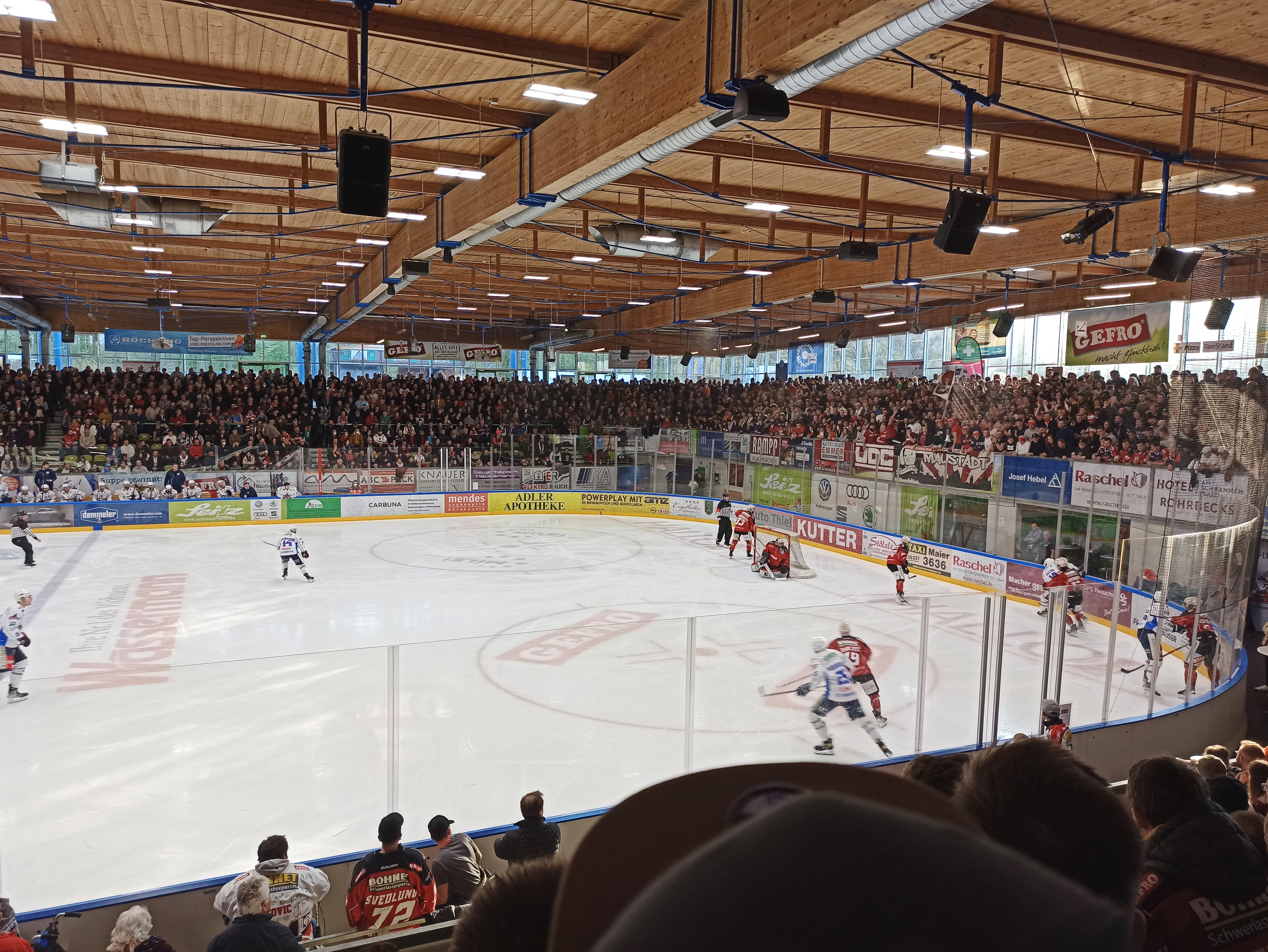
Playoff-Spiel 2022

### Zuschauer

#### Zuschauerschnitt
Der ECDC Memmingen konnte seinen Zuschauerschnitt in den letzten Jahren kontinuierlich steigern. Der Zuschauerprimus der Eishockey-Bayernliga konnte seinen Zuschauerschnitt auch 2015/16 erneut steigern. Es strömten insgesamt mehr als 1.650 Zuschauer an den Memminger Hühnerberg. Ein Jahr zuvor waren rund 1500 Zuschauer pro Spiel anwesend. Allein in den Play-offs konnten über 2500 Zuschauer im Schnitt begrüßt werden. Die letzten Spiele vor vollem Haus in Memmingen fanden in der Spielzeit 2021/22 statt. Die Finalspiele gegen die Eisbären Regensburg waren mit 3.700 Zuschauern ausverkauft.

#### Fanclubs
Der Verein wird von einem Fanclub in zahlreichen Belangen unterstützt.
Seit mehreren Jahren aktiv ist die Gruppe Maustadt Clan. Diese Gruppierung zeigt sich, neben der Unterstützung der Mannschaft für sämtliche Busse zu den Auswärtsspielen, Choreographien, Fanartikel und Kartenvorverkäufe verantwortlich.

### Sonstiges
Seit 2014 kommt es einmal pro Saison (meist als Auftaktspiel) zum sogenannten Teddy Bear Toss, bei dem Fans der Indians Plüschtiere auf die Eisfläche werfen. Alle Kuscheltiere werden im Anschluss einer Hilfsorganisation gespendet.